# Zeil

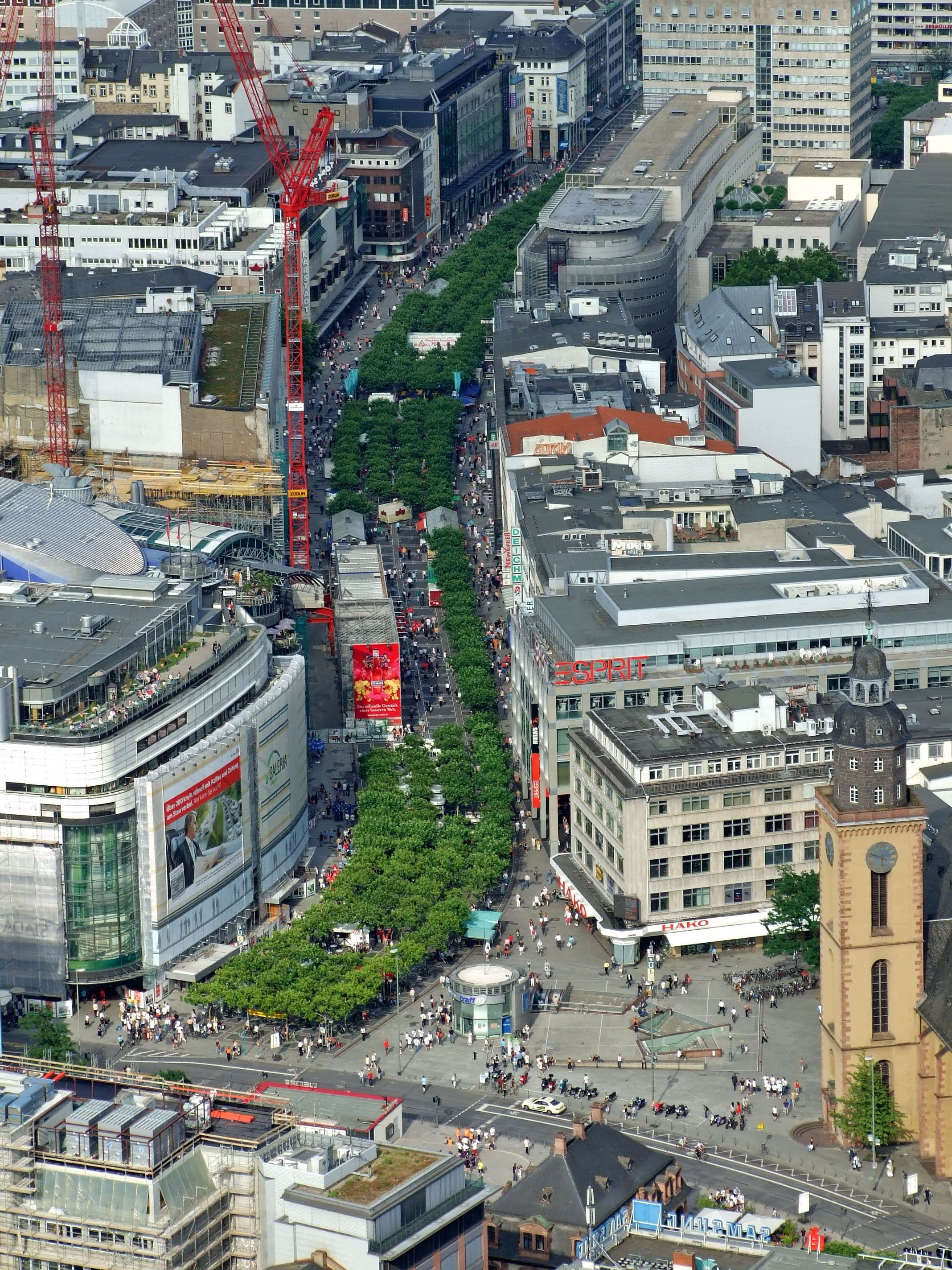
Zeil.

La Zeil (pronunciación en alemán: /t͡saɪ̯l/ⓘ) es una calle en el centro de Fráncfort del Meno, Alemania. Desde el final del siglo XIX es una de las calles comerciales más famosas de Alemania. Antes de la Segunda Guerra Mundial era también conocida por sus grandes edificios, pero la mayoría de ellos fueron destruidos y no fueron reconstruidos posteriormente. La parte occidental de la Zeil es una zona peatonal entre dos grandes plazas, Hauptwache al oeste y Konstablerwache al este. Estas dos plazas sirven como nexos de transporte público (autobuses, metros, trenes y tranvías). La parte oriental de la Zeil, llamada «Nueva Zeil», conecta Konstablerwache con Friedberger Anlage.
Esta calle va a sufrir grandes renovaciones desde la primavera de 2008 hasta el verano de 2009. La zona peatonal será ampliada hacia el oeste hasta Börsenstraße. Esto conllevará grandes cambios para el tráfico rodado, puesto que la ruta a través de Hauptwache es un importante tramo que conecta el norte y el sur de la ciudad para tráfico individual, y será cerrado.